# Nordkoreas herrlandslag i fotboll
Nordkoreas herrlandslag i fotboll representerar Nordkorea på herrsidan i internationella fotbollstävlingar. Ansvarig för laget är det nordkoreanska fotbollsförbundet (koreanska: 조선민주주의인민공화국 축구협회/Chosŏn Minjujuŭi Inmin Konghwaguk Ch'ukku Hyŏphwi). Förbundet grundades 1945 men sporten utvecklades långsamt i landet, främst på grund av Koreakriget. Det är omstritt vilken match som ska räknas som lagets första officiella match. Kandidater är ett 1–0 mot Kina (7 oktober 1956), en vinst mot Egypten (1963 i Jakarta) och ett 0–0 mot Burma (22 mars 1964).

## Nordkorea i VM
Nordkorea har deltagit i fotbolls-VM två gånger: 1966 och 2010.
I VM 1966 blev laget turneringens stora överraskning då man nådde kvartsfinal där man dock förlorade mot Portugal med 3–5 efter att ha lett med 3–0. Turneringen inleddes med en förlust 0–3 mot Sovjetunionen. I nästa match fick man 1–1 mot bronsmedaljörerna från 1962, Chile. I sista gruppspelsmatchen slog man ut Italien då man vann med 1–0, och Italien fick åka hem i förtid. (Under Sydkoreas framgångsrika VM-slutspel 2002 påminde de sydkoreanska fansen om denna match när Sydkorea mötte Italien genom plakat med texten "Remember 1966", "Kom ihåg 1966", på svenska.[källa behövs])
Nordkorea deltog i VM för andra gången 2010. I kvalet hade man gått vidare i en grupp med Förenade Arabemiraten, Iran och Saudiarabien. Mot Förenade Arabemiraten tog man sex poäng (två vinster), mot Saudiarabien fyra poäng (en vinst, en oavgjord) och mot Iran endast ett poäng (en oavgjord, en förlust). Men efter att Saudiarabien slog Iran kunde man knipa andraplatsen och gick vidare tillsammans med Sydkorea. I VM hamnade Nordkorea i "dödens grupp" med Brasilien, Portugal och Elfenbenskusten. Laget förlorade samtliga matcher i gruppen, släppte in 12 mål och gjorde bara ett.

## Asiatiska mästerskapet
Nordkorea har deltagit tre gånger i det asiatiska mästerskapet. 1980 var man med för första gången. I gruppen slog man Bangladesh (3–2), Kina (1–0) och Syrien (2–1). Mot Iran föll man med uddamålet. I semifinalen förlorade man mot Sydkorea, och i bronsmatchen förlorade man mot Iran (0–3). 1992 blev Nordkorea mindre lyckosam. Man fick 1–1 mot Japan med förlorade med 0–2 mot Iran och 1–2 mot Förenade Arabemiraten, varpå Nordkorea slutade sist i gruppen. 2011 åkte Nordkorea ur sin grupp med endast en inspelad poäng efter 0-0 mot Förenade Arabemiraten. Mot Iran och Irak blev det förluster med 1–0.

### Asiatiska spelen
Nordkorea har varit med i de asiatiska spelen (som sedan 2002 är för u-landslag). 1974 gjorde man debut och överraskade. I gruppen slog man Indien (4–1) och Kina (2–0). Mot Irak föll man med uddamålet. I det andra gruppspelet slog man Kuwait (2–0) och spelade oavgjort mot Burma. Man förlorade på walk over mot Israel då man vägrat spela mot laget. Man kom tvåa i gruppen och fick spela bronsmatch mot Malaysia. Man förlorade med 1–2 och blev fyra i turneringen. 1978 var man med igen. I gruppen slog man Thailand och Burma, båda med 3–0.
I det andra gruppspelet fick man revansch mot Irak och vann med 1–0. Vinst mot Indien och oavgjort mot Kuwait räckte till finalen. I finalen mötte man grannen Sydkorea. Man fick dela på vinsten där. Gruppspelet 1982 bjöd på två oavgjorda mot Saudiarabien och Syrien samt en 3–0-vinst mot Thailand. I kvarten slog man ut Kina (1–0) men förlorade med 2–3 mot Kuwait i semifinalen. Denna gång spelades ingen bronsmatch. 1990 var man med igen. I gruppen spelade man 0–0 mot Malaysia och förlorade med 1–2 mot Iran, men det räckte till kvartsfinalen. Där slog man ut Saudiarabien på straffar. I semifinalen slog man Thailand med 1–0 men man kunde inte stå emot Iran i finalen som vann på straffar.
1998 var man med igen. I gruppen spelade man 3–3 mot Förenade Arabemiraten och det räckte till andra omgången, där Nordkorea placerade sig i en grupp med Uzbekistan, Turkmenistan och Indien och kom trea och gick inte vidare. Storförlust mot Uzbekistan (0-4) kostade, och då räckte inte oavgjort mot Turkmenistan (1–1) och vinst mot Indien (2–0). 2002 deltog Nordkorea. Man slog Hongkong med 2–1 och Pakistan med 5–0. Men man förlorade med 0–2 mot Kuwait. Nordkorea hade säkrat en andraplats i gruppen, och det räckte att gå vidare som en av de bästa grupptvåorna. I kvartsfinalen föll man med uddamålet mot Thailand. 2006 slog man Pakistan (1–0) och Japan (3–2) mot Syrien spelade man oavgjort. I kvartsfinalen var man chanslösa mot Sydkorea som vann med 0–3.